# Dictyna tucsona
Dictyna tucsona är en spindelart som beskrevs av Chamberlin 1948. Dictyna tucsona ingår i släktet Dictyna och familjen kardarspindlar. Inga underarter finns listade i Catalogue of Life.